# Hjalmar Söderberg
Hjalmar Söderberg (Estocolmo, 2 de julio de 1869-Copenhague, 14 de octubre de 1941) fue un escritor sueco de fin de siècle. Es uno de los autores suecos más leídos y populares en el siglo XX.

## Trayectoria
Söderberg nació en Estocolmo en una familia de funcionarios, donde creció. Tras un corto periodo de estudio en la Universidad de Upsala, empezó a trabajar de periodista en provincias, primero en Kristianstad y más tarde en Estocolmo, donde escribió para el diario Svenska Dagbladet. Pero regresó pronto a Estocolmo, pues la gran ciudad le atraía.
Su primer libro, Förvillelser, de 1895, pertenece más bien al género de la literatura de paseante propia del llamado fin-de-siècle. En él Söderberg describe a los vagabundos desilusionados y el ánimo decadente. El relato consiste en una serie de descripciones del Estocolmo de fin de siglo. Ya en la colección de cuentos Historietter, de 1898, Södeberg encontró su estilo particular: claro, preciso, corto y ligeramente irónico. 
Y con su novela Martin Bircks ungdom (La juventud de Martin Birck, 1901) se muestra claramente al autor: describe la infancia, los años de estudio y la vida de un joven funcionario de Estocolmo de finales de siglo, con claros ecos autobiográficos. 

### Doktor Glas
Doktor Glas, novela publicada en 1905, es acaso la obra maestra de Söderberg. Está centrada en la visión en primera persona de una mujer, en el verano de Estocolmo, y es un relato inquietante. La novela, en la que el autor exculpa un asesinato bajo ciertas circunstancias, provocó un escándalo entre el sector conservador. Ataca aquí a las gentes autoritarias y represivas. La novela ha sido editada dos veces en España, siempre en versión de Gabriel Ferrater, y no traducida directamente del original sueco.
Tras su primera novela había sido ya acusado de corromper las costumbres y el buen gusto y fue aborrecido en los círculos conservadores. Söderberg había contraído matrimonio en 1899 con Märta Abenius, con la que tuvo tres hijos: Dora (1899), Tom (1900) y Mikael (1903). A causa del crecimiento de su familia, lo que ganaba como periodista y escritor no le llegaban para sostener el estilo de vida burgués y cayó en dificultades económicas, que se agravaron cuando su matrimonio se disolvió un año más tarde. 

### Gertrud
Poco después, Söderberg terminó con un largo romance con Maria von Platen (1871-1959) que había tenido mientras estaba casado desde 1903. Las vivencias que tuvo con Maria von Platen —mujer que tuvo luego varios romances con escritores— en este periodo, desembocaron en el drama Gertrud (1906); ahí narra las vicisitudes de Gertrud, mujer madura, casada e idealista, cuyas experiencias sentimentales se ven abocadas al fracaso, como comprueba dolorosamente al separarse de su marido, un conocido político pragmático, y enamorarse de un joven músico, que está replegado en sí mismo. 
En 1964, Carl Theodor Dreyer rodó en Dinamarca la película homónima, con la actriz Nina Pens Rode (fue premiada en 1965, en Venecia).

### El juego serio
Acaso también como consecuencia de sus avatares amorosos, Söderberg escribió su tercera y última novela Den allvarsamma leken (El juego serio, 1912), una de las más importantes de la literatura sueca de principios de siglo. Es de nuevo una historia de amor y fatalidad, narrada concisamente, sin exceso retórico alguno, desde la perspectiva masculina: Arvid es un periodista que rompe con su familia.
Plantea de nuevo un dilema moral y vital, situado en Estocolmo. Pero está lena de digresiones, a veces criticadas pero interesantes, como por ejemplo la narración de  sucesos tales como la guerra entre España y EE. UU., el punzante caso Dreyfus, o la guerra ruso-japonesa. Pues en realidad describe treinta años de vida sueca.
Se mudó a Copenhague en 1906, primero en forma temporal, para alejarse, pero se instaló definitivamente en la capital danesa: conoció allí a la danesa Emilie Voss, con la tuvo un hijo en 1910; y se casó con ella en 1917, iniciando una vida apacible, que no dio ya frutos narrativos. Por lo que hace a sus problemas económicos, la editorial Bonnier le adelantó dinero, pero sobre todo dependió de las ayudas de su amigo y mecenas Ernest Thiel. 
Luego, escribió sobre temas religiosos y sociales. Su empeño político se dirigió sobre todo contra el ascenso del fascismo, que combatió sobre todo en sus artículos en Göteborgs Handels- och Sjöfartstidning. Fue un verdadero "diario" contra la ocupación alemana. Murió en  Copenhague, en 1941.
A pesar de ser uno de los autores más significativos de la literatura sueca, en España es todavía un gran desconocido, y las dos traducciones de sus novelas más importantes ("Doctor Glas" y "El juego serio") no han sido efectuadas directamente del original sueco, sino de lenguas intermedias como el alemán y el inglés.

## Obras
- 1895 Förvillelser (Decepciones)
- 1898 Historietter (Historietas)
- 1901 Martin Bircks ungdom (La juventud de Martin Birck), primera novela
- 1903 Främlingarne (Los extraños)
- 1905 Doktor Glas, novela. Tr.:  El doctor Glas, Seix-Barral, 1968; Doctor Glas, Alfabia, 2011 ISBN 978-84-937943-9-2
- 1906 Gertrud, drama en tres actos
- 1907 Det mörknar över vägen
- 1908 Valda sidor
- 1909 Hjärtats oro
- 1912 Den allvarsamma leken, novela. Tr.: El juego serio, Alfabia, 2013, ISBN 978-84-940928-0-0. (Traducción indirecta realizada del inglés)
- 1912 Aftonstjärnan (La estrella del anochecer), pieza en un acto
- 1913 Den talangfulla draken (El dragón con talento)
- 1918 Jahves eld (El fuego de Yaveh)
- 1922 Ödestimmen (La hora del destino), pieza en tres actos
- 1928 Jesus Barrabas. Ur löjtnant Jägerstams memoarer
- 1929 Resan till Rom (Viaje a Roma)
- 1932 Den förvandlade Messias (El Mesías transformado)